# Narkotikum
Narkotikum (z řec. narké, hluboký spánek, bezvědomí) je starší souhrnné označení pro psychoaktivní látky, které tlumí nebo blokují nervovou soustavu, zejména vnímání bolesti. Dělily se na anestetika či analgetika (tlumící bolest), hypnotika a sedativa (uspávající a uklidňující).
S masovým zneužíváním psychotropních drog od poloviny 20. století (narkomanie) dostal název narkotikum pejorativní význam a v odborném jazyce se obvykle neužívá, leda pro hypnotika či analgetika v užším slova smyslu (morfin, opiáty). Také místo narkóza se užívá označení anestezie.